# 水煮蛋

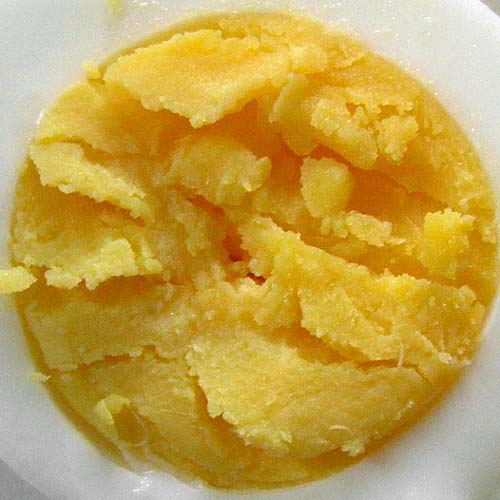
一张全熟水煮蛋的横截面

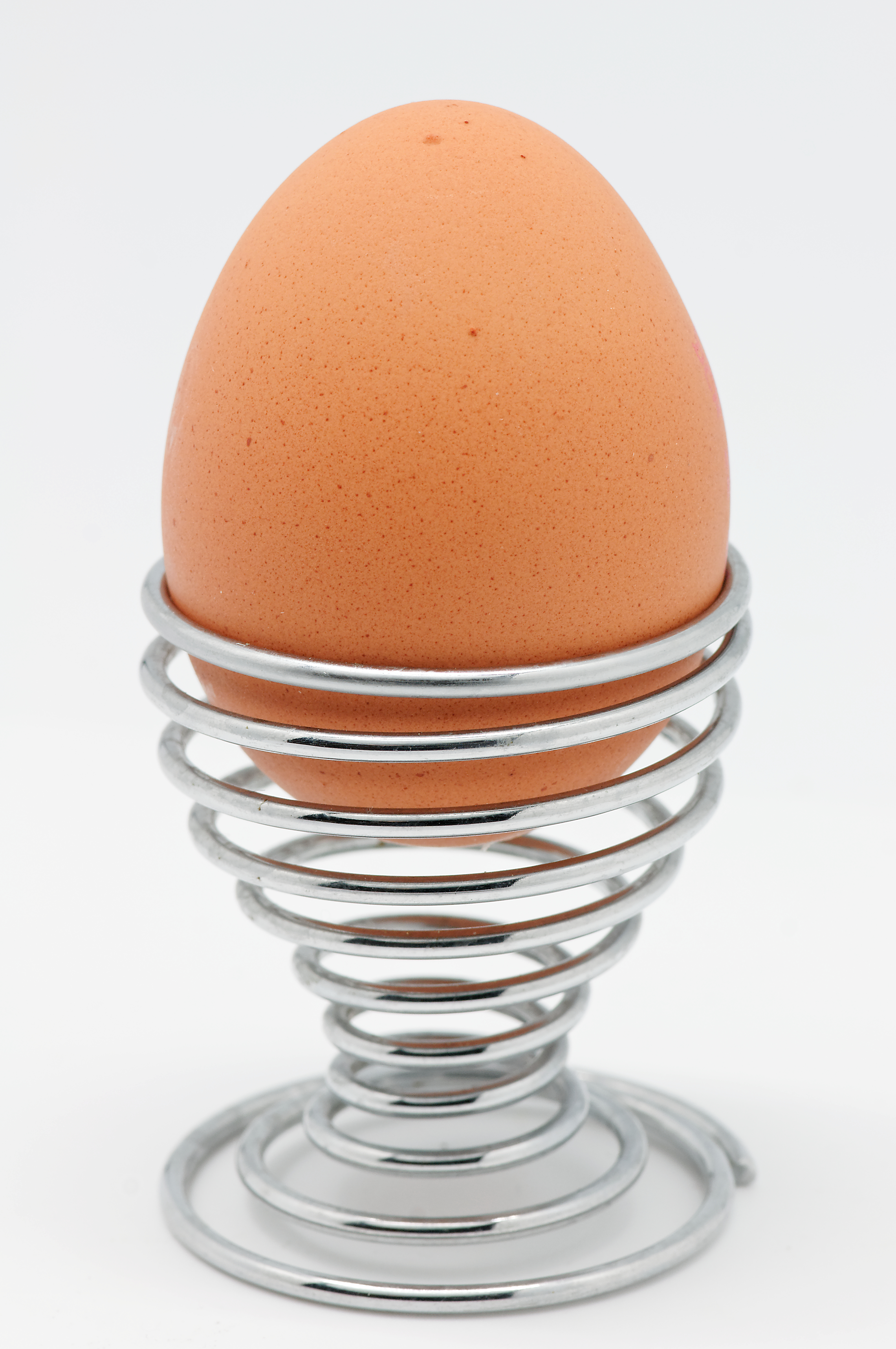
一颗放在蛋盅里的水煮蛋

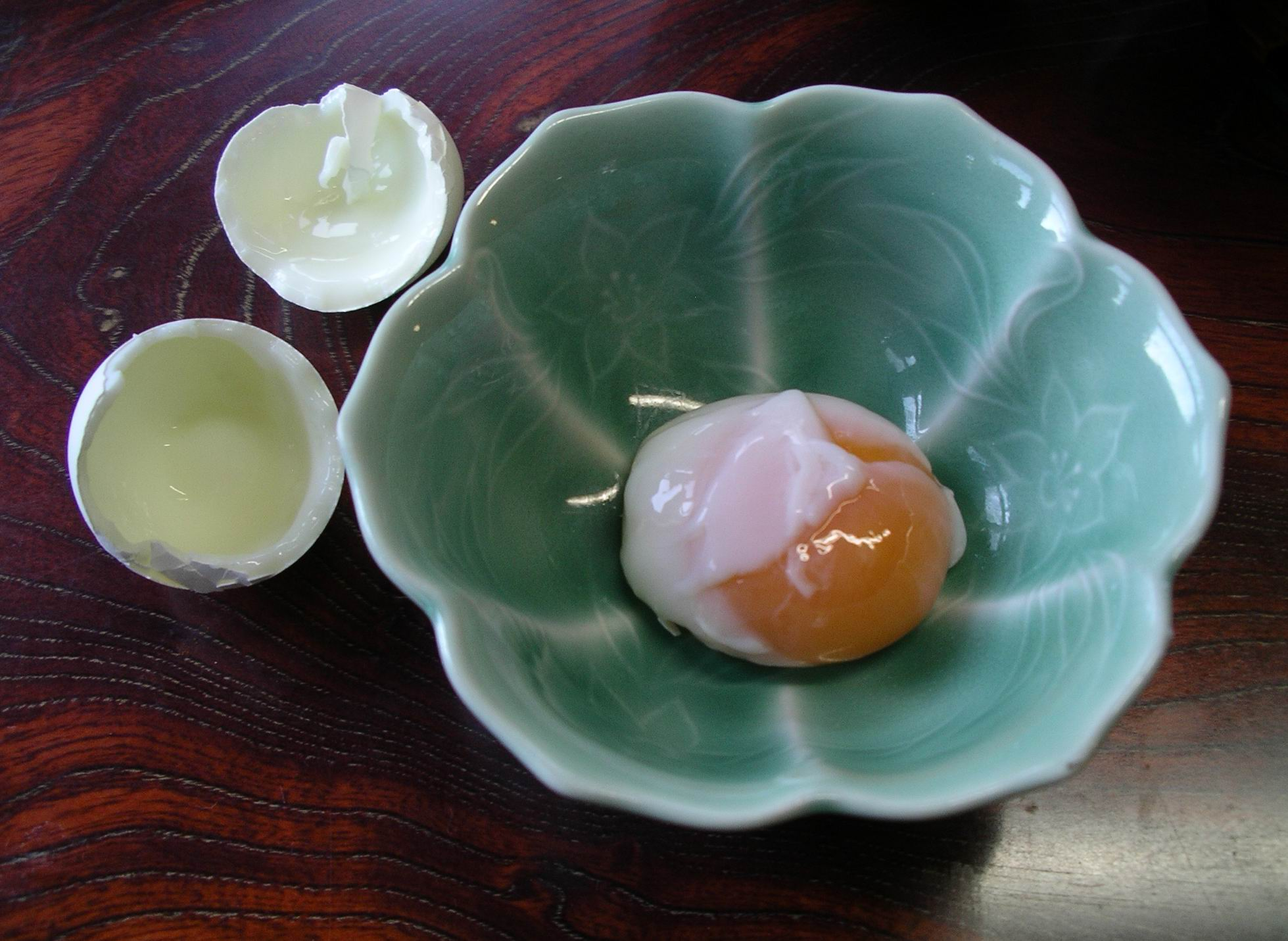
溫泉蛋

水煮蛋是一種蛋类食物，將蛋（通常煮鸡蛋）在沸水中浸泡煮熟，或用水蒸氣煮熟。
水煮蛋的蛋黃有時凝固，有時甚至是白色的，可能仍然有部分液體存在。
水煮蛋在世界各地的許多國家是很受歡迎的早餐食品。
太新鮮的蛋不好剝殼，放一兩天再煮較好剝。

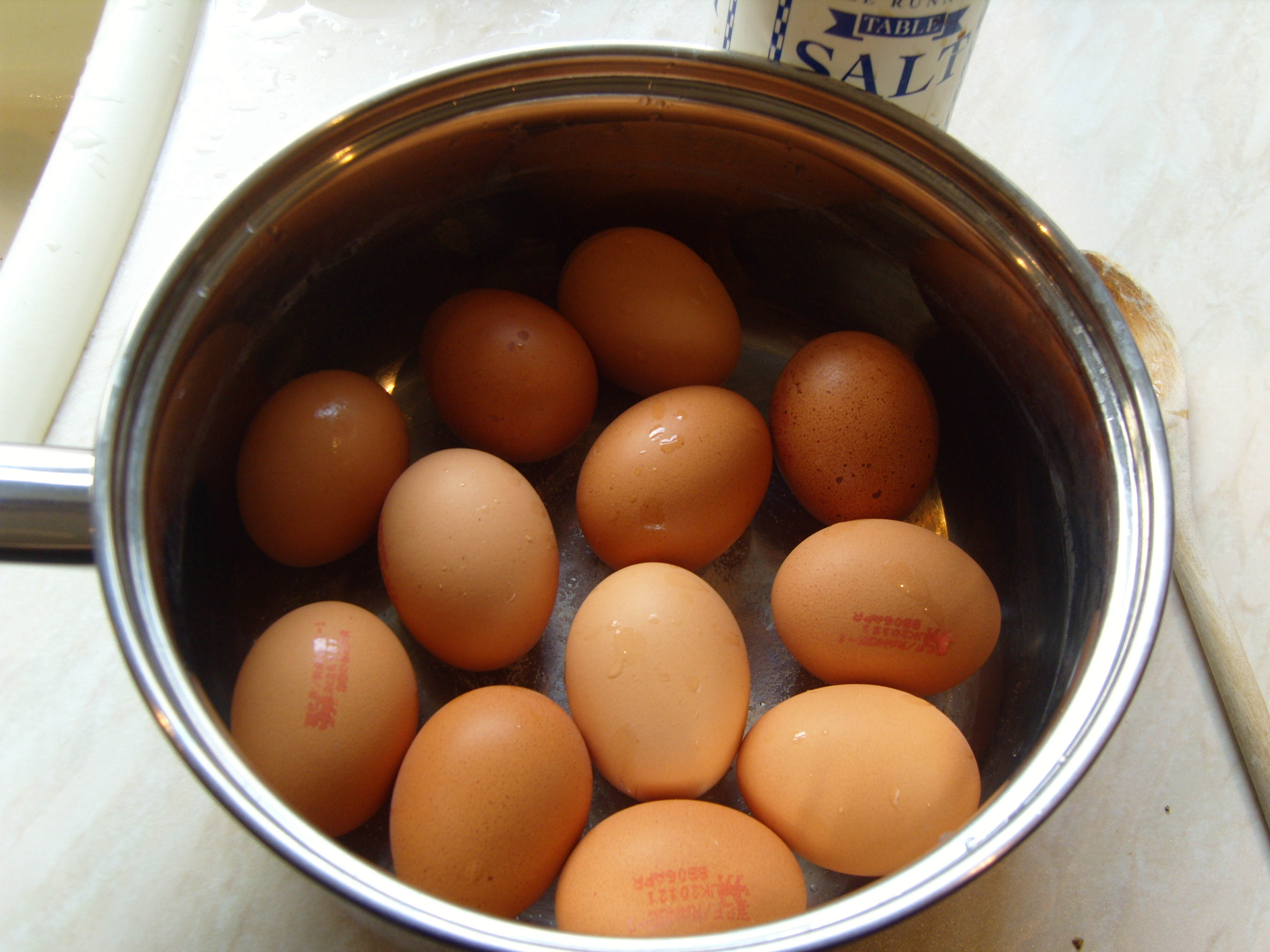
水煮蛋
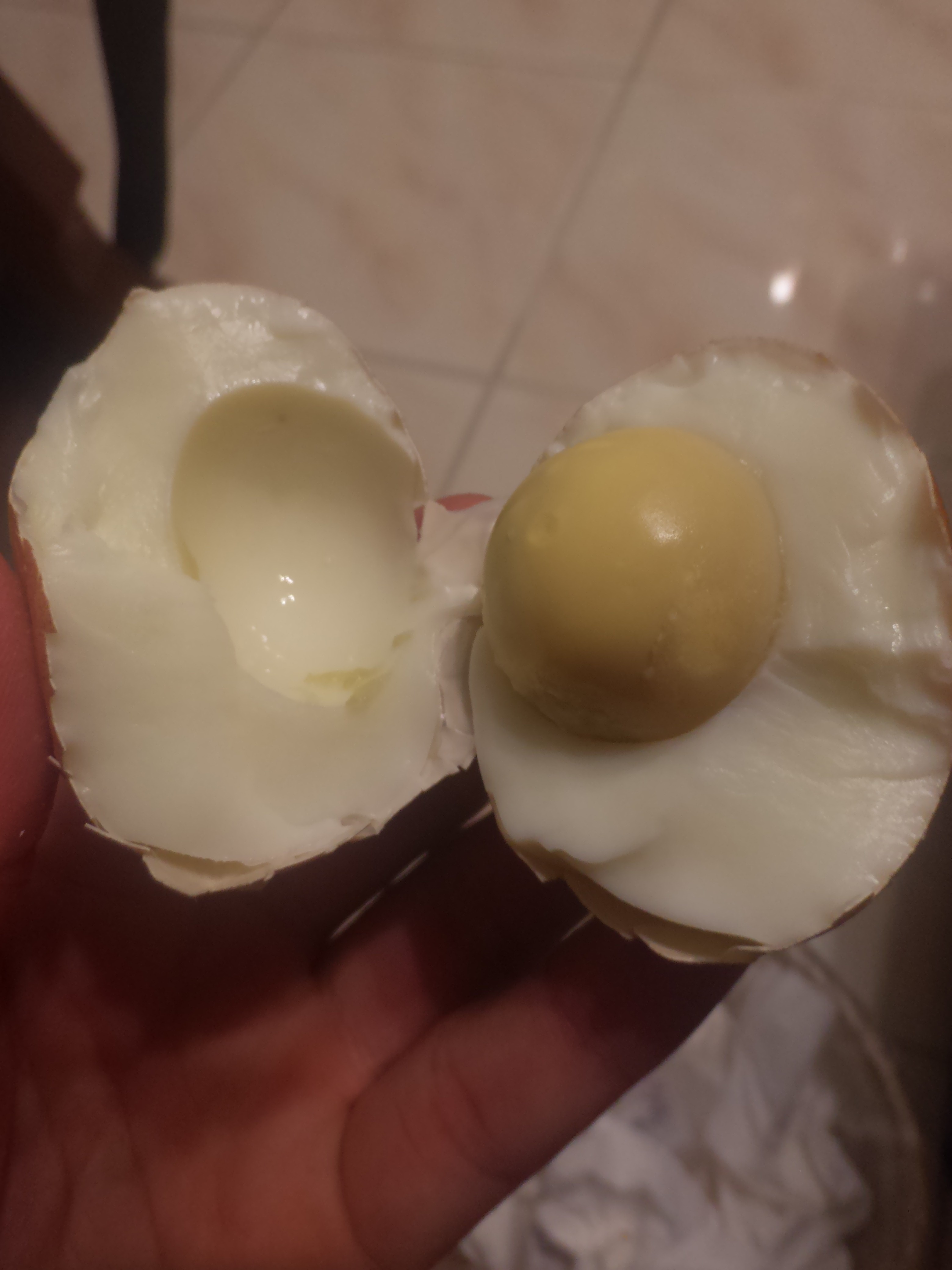
健达奇趣蛋形狀的水煮蛋